# Megaselia dissita
Megaselia dissita är en tvåvingeart som beskrevs av Borgmeier 1967. Megaselia dissita ingår i släktet Megaselia och familjen puckelflugor.
Artens utbredningsområde är Tasmanien. Inga underarter finns listade i Catalogue of Life.